# Вяйкемийза (миза)
Миза Вяйкемийза (ест. Väikemõisa mõis, нім. Kleinhof) була заснована як напівмиза шляхом об'єднання кількох хуторів наприкінці XIX століття. Головний будинок в стилі «геймат» з окремими рисами модерну було створено за проектом архітектора Рудольфа фон Енгельгардта у 1902 році. Будинок, споруджений з натурального каменю, відзначається своїми фронтонами-фахверками і вікнами з невеличкими квадратами. Після експроприації 1919 року миза залишалась в руках власників фон Гельмерсенів з маєтку Карула до 1939 року. Після другої світової війни в мизі було розташовано дитячий будинок, який працює там по цю пору.